# تشارلز برانتلي
تشارلز برانتلي (بالإنجليزية: Charles Brantley)‏ هو عسكري أمريكي، ولد في 12 نوفمبر 1924، وتوفي في 22 يوليو 2016.